# 제4사단 (육상자위대)
제4사단(第4師団 다이 욘 시단[*], 영어: JGSDF 4th Division)은 육상자위대 서부 방면대 예하 사단으로, 후쿠오카현 가스가시, 후쿠오카 주둔지에 사령부가 있다.

## 역사
1950년 12월, 경찰예비대 "제4관구"(일본어: 第4管区 다이 욘 칸구[*]) 총감부로서 창설되어, 1962년 제4사단으로 개편되었다.
1980년 3월, 쓰시마 경비대가 창설되었다.
1990년 제4후방지원연대와 제4고사특과대대가 창설되었다. 서부방면 항공대의 제4비행대가 제4사단에 예속되었다.
2002년 사단 사령부 화학방호대에 서수가 부여되어 제4화학방호대가 되고, 2009년에는 제4특수무기방호대로 개편되었다.
2013년 3월 26일에 즉응근대화 개편이 이루어졌다. 3개 보통과연대 중심으로 개편되고, 제19보통과연대는 서부 방면 혼성단으로 옮겨갔다. 그리고 제4전차대대의 중대가 4개에서 2개로 축소되고, 제4대함정대전차대가 서부 방면대로 이전되면서 서부 방면 대함정대전차대로 개명되었다.

## 편제
- 사단 사령부 - 후쿠오카 주둔지
- 제16보통과연대 - 오무라 주둔지
- 제40보통과연대 - 고쿠라 주둔지
- 제41보통과연대 - 벳부 주둔지
- 제4특과연대 - 구루메 주둔지
- 제4후방지원연대 - 후쿠오카 주둔지
- 제4고사특과대대 - 구루메 주둔지
- 제4전차대대 - 구스 주둔지
- 제4설비대대 - 오무라 주둔지
- 제4통신대대 - 후쿠오카 주둔지
- 제4정찰대 - 후쿠오카 주둔지
- 제4비행대 - 메타바루 주둔지
- 제4음악대 - 후쿠오카 주둔지
- 제4특수무기방호대 - 후쿠오카 주둔지
- 쓰시마 경비대 - 사쓰마 주둔지